# Водната пещера
Водната пещера е името на пещера в Стара планина, България.

## Местоположение
Намира се в старопланинския Искърски пролом до село Церово. Дължината ѝ е 3264 m. В нея се наблюдава рядка форма на пещерно мляко във вид на власинки. Обитавана е от най-едрите троглобионти в България – мокриците, многоножките (Eupolybothrus andreevi) и др.